# Municipio de Myatt (Arkansas)
El municipio de Myatt (en inglés: Myatt Township) es un municipio ubicado en el condado de Fulton en el estado estadounidense de Arkansas. En el año 2010 tenía una población de 191 habitantes y una densidad poblacional de 2,06 personas por km².

## Geografía
El municipio de Myatt se encuentra ubicado en las coordenadas 36°22′40″N 91°37′35″O / 36.37778, -91.62639. Según la Oficina del Censo de los Estados Unidos, el municipio tiene una superficie total de 92.7 km², de la cual 92,63 km² corresponden a tierra firme y (0,07 %) 0,07 km² es agua.

## Demografía
Según el censo de 2010, había 191 personas residiendo en el municipio de Myatt. La densidad de población era de 2,06 hab./km². De los 191 habitantes, el municipio de Myatt estaba compuesto por el 96,34 % blancos, el 1,05 % eran amerindios, el 0,52 % eran asiáticos y el 2,09 % eran de una mezcla de razas. Del total de la población el 0 % eran hispanos o latinos de cualquier raza.